# Euphaea masoni
Euphaea masoni är en trollsländeart som beskrevs av Selys 1879. Euphaea masoni ingår i släktet Euphaea och familjen Euphaeidae. IUCN kategoriserar arten globalt som livskraftig. Inga underarter finns listade i Catalogue of Life.

## Galleri

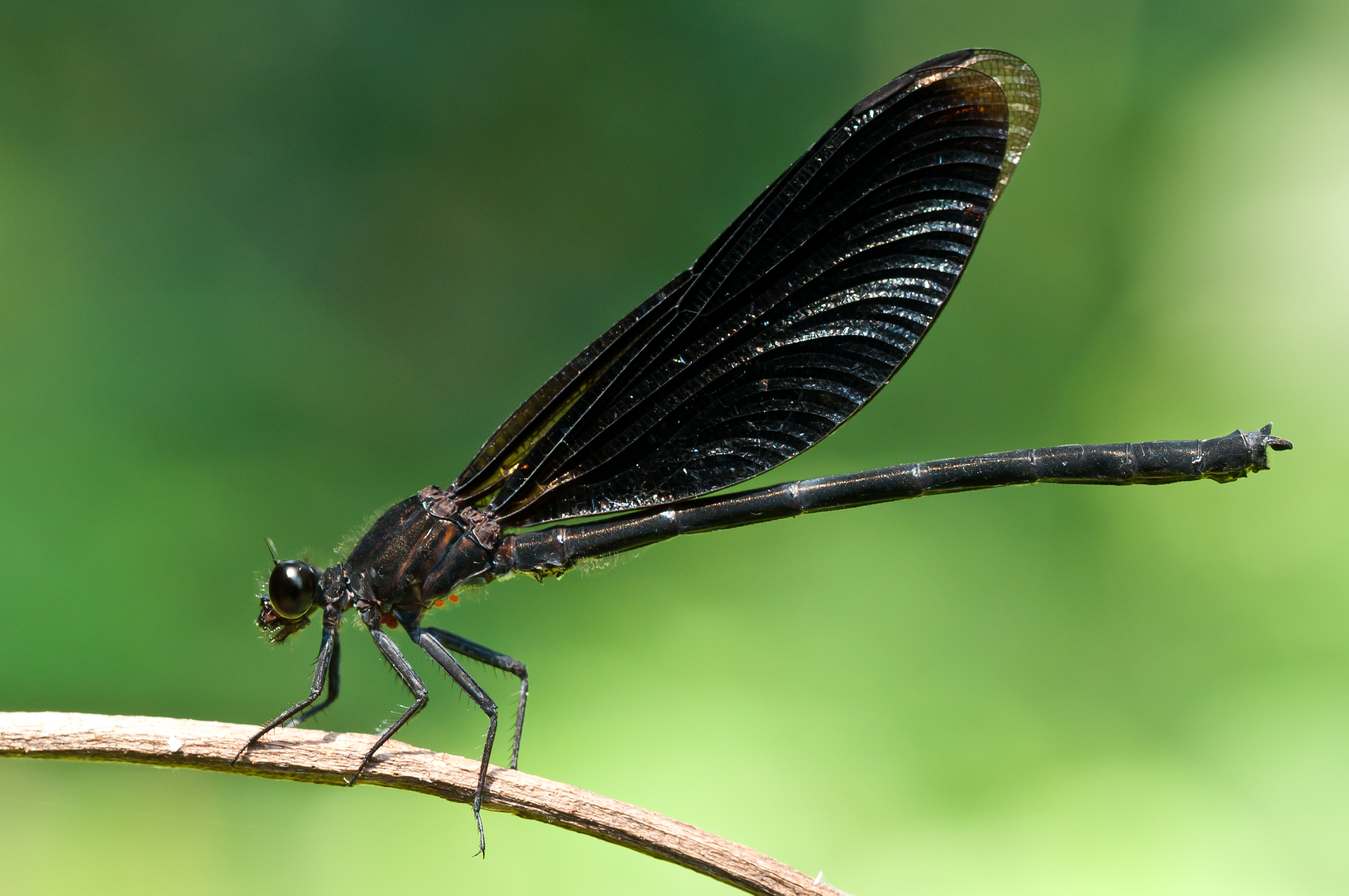
Euphaea masoni (hane) - Kaeng Krachan Nationalpark, Thailand